# Vladimir Mandić (Handballspieler)
Vladimir Mandić (serbisch-kyrillisch Владимир Мандић; * 10. Februar 1980 in Sarajevo, SFR Jugoslawien) ist ein serbischer Politiker und ehemaliger Handballspieler.

## Spielerlaufbahn

### Verein
Der 2,02 m große linke Rückraumspieler lernte das Handballspielen beim RK Roter Stern Belgrad, bei dem er auch im Erwachsenenbereich auflief und 1996 Meister und Pokalsieger wurde. Ab 1997 spielte er beim Stadtrivalen RK Partizan Belgrad, mit dem er 1999, 2002 und 2003 die jugoslawische Meisterschaft sowie 1998 und 2001 den Pokal gewann. Mit Partizan nahm er am Europapokal der Pokalsieger, an der EHF Champions League und am EHF-Pokal teil. Im Dezember 2003 wechselte er in die deutsche Bundesliga zum SC Magdeburg. In der EHF Champions League 2003/04 erreichte er mit dem SCM das Halbfinale. Nach der Saison kehrte er nach Serbien und Montenegro zu RK Vojvodina zurück, mit dem er die Meisterschaft und den Pokal gewann. In der Saison 2005/06 stand er beim spanischen Erstligisten BM Altea unter Vertrag. Anschließend legte er aus familiären Gründen eine Pause ein. Im Jahr 2008 spielte er kurze Zeit beim RK Vojvodina, ehe er erneut pausierte. In der Saison 2010/11 wurde er mit Vojvodina serbischer Pokalsieger, in der folgenden Spielzeit mit Partizan serbischer Meister und Pokalsieger. Im Jahr 2014 gab Mandić ein weiteres kurzes Comeback.

### Nationalmannschaft
Mit der Nationalmannschaft der Bundesrepublik Jugoslawien belegte Vladimir Mandić bei der Weltmeisterschaft 2003 den achten Platz. Beim World Cup 2002 wurde er mit der Auswahl Sechster.

## Mordanklage
Ihm wurde vorgeworfen, im Jahr 2002 am versuchten Mord am ehemaligen Fahrer seines Vaters mitgewirkt zu haben. Laut Anklage lockte Mandić Dejan Marković, den ehemaligen Fahrer seines Vaters Momčilo Mandić, nach Ušće, wo ihn sein Cousin Draženko Mandić verletzte. Im Jahr 2016 sprach das Berufungsgericht Mandić vom Vorwurf des versuchten Mordes frei.

## Politische Laufbahn
Mandić ist Vorstandsmitglied der regierenden populistischen Serbischen Fortschrittspartei (SNS) und gilt als der Mann, der für die „vertraulichen Angelegenheiten“ der Partei verantwortlich ist, etwa für die Auflösung von Protesten und Kundgebungen von Oppositionsparteien in Serbien. Im September 2022 wurde er in Banja Luka verhaftet, da ihm vorgeworfen wurde, Stimmen für die bevorstehende Parlamentswahlen in der Republik Srpska gekauft zu haben. Kurz darauf wurde er freigelassen. Am 14. Oktober 2022 wurde ihm „aus Gründen der nationalen Sicherheit“ die Einreise nach Montenegro verboten.